# Benjamin Bloom
Benjamin Samuel Bloom (ur. 21 lutego 1913 w Landford w Pensylwanii, zm. 13 września 1999 w Chicago) – amerykański psycholog i pedagog, autor znanej klasyfikacji celów kształcenia, zwanej taksonomią Blooma. Autor podręcznika Taksonomia celów kształcenia, klasyfikacja celów edukacji (I wyd. 1956).
Studiował na Pennsylvania State University. Potem pracował na University of Chicago, gdzie uzyskał stopień doktorski.